# Andreas Pülz
Andreas Pülz (* 1960 in Berndorf (Niederösterreich)) ist ein österreichischer Klassischer Archäologe.

## Leben
Andreas Pülz studierte von 1975 bis 1985 Protestantische Theologie und von 1981 bis 1989 Klassische Archäologie und Alte Geschichte an den Universitäten Wien und Zürich. In Wien 1993 wurde er in Klassischer Archäologie promoviert. 2009 habilitierte er sich an der Universität Wien für Klassische Archäologie.
Ab 1989 war er wissenschaftlicher Mitarbeiter der Balkan-Kommission der Österreichischen Akademie der Wissenschaften, 1997 wurde er wissenschaftlicher Mitarbeiter des Instituts für Kulturgeschichte der Antike der Österreichischen Akademie der Wissenschaften, von 2009 bis 2020 war er dessen Direktor. Bei der Fusion des Österreichischen Archäologischen Instituts mit der Österreichischen Akademie der Wissenschaften 2021 wurde er Wissenschaftlicher Direktor des Österreichischen Archäologischen Instituts und Leiter der Abteilung Altertumswissenschaften. Seit August 2023 war er zunächst interimistisch, seit März 2024 formal geschäftsführender Direktor des Österreichischen Archäologischen Instituts.
Seit 1991 nimmt er an Ausgrabungen in Kleinasien (Limyra, Ephesos, Side) teil und widmet sich dabei besonders den frühchristlich-byzantinischen Denkmälern.
Seit 2011 ist er korrespondierendes, seit 2013 wirkliches Mitglied der Österreichischen Akademie der Wissenschaften. 
Verheiratet ist er mit der Archäologin Andrea M. Pülz.